# Big Fish & Begonia
Big Fish & Begonia (bra: O Peixe Grande & Begônia; prt: Peixe Grande & Begónia) (chinês simplificado: 大鱼 海棠; chinês tradicional: 大魚 海棠; pinyin: Dàyú Hǎitáng) é um filme de fantasia épica de animação chinesa de 2016 escrito, produzido e dirigido por Liang Xuan e Zhang Chun. O primeiro longa-metragem de animação da B&T Studio em colaboração com o Studio Mir, é um investimento conjunto da B&T e da Enlight Media. Foi lançado nos formatos 2D e 3D na China pela Enlight Media em 8 de julho de 2016.

## Enredo
Há uma terra mística onde nenhum forasteiro já pisou. Os espíritos que lá habitam, no entanto, conhecem nós mortais bem. Eles são responsáveis pelas emoções e desejos humanos, por estações, tempo, o passar do tempo... Nossa protagonista, uma menina espírito chamada Chun, acabou de completar 16 anos e vai, em forma de golfinho, explorar a parte terrestre do mar, para ver como o mundo humano é. Enquanto cruza o mar, Chun acaba entrando numa tempestade e se vê presa numa rede de pesca. Um garoto humano a encontra e vai resgatá-la, tentando libertar Chun dessa situação. Por acidente, o garoto se afoga levando Chun a ficar angustiada. 
Após isso, Chun volta ao seu mundo e troca metade de sua vida pela vida do garoto que morreu, caso o garoto que agora é um golfinho morra, ela também morre e se ela abandona o garoto, a alma dela desaparece sem um rastro de que ela existiu.

## Recepção
No site do agregador de resenhas Rotten Tomatoes, o filme tem uma taxa de aprovação de 91%, com base em 32 resenhas, e uma média de 7,2 / 10. O consenso crítico do site diz: "A mistura ricamente renderizada de estilos de animação de Big Fish & Begonia complementa perfeitamente seu grande e surpreendentemente complexo conto de advertência sobre peixes." No Metacritic, o filme tem uma pontuação média ponderada de 72 em 100, com base em 10 críticos, indicando "críticas geralmente favoráveis".